# Heterolocha taiwana
Heterolocha taiwana är en fjärilsart som beskrevs av Alfred Ernest Wileman 1910. Heterolocha taiwana ingår i släktet Heterolocha och familjen mätare. Inga underarter finns listade i Catalogue of Life.